# Улица Иполито Иригойена
Улица Ипо́лито Ириго́йена (исп. calle Hipólito Yrigoyen) — улица, расположенная в историческом центре столицы Аргентины — город Буэнос-Айрес. Общая протяжённость улицы составляет 5,44 км, нумерация домов — от № 1 до № 4400. Параллельно улице с обеих сторон тянутся проспекты Авенида Ривадавия и Авенида де Майо.

## Особенности
Является одной из улиц, граничащих с Пласа де Майо, основанной в 1580 году, и частью исторического центра города, насчитывающего четырёхсотлетнюю историю. Носит имя президента Аргентины в 1916—1922 гг. На улице расположены одни из самых важных зданий в городе, как государственные, так и частные организации. Движение автотранспорта по улице одностороннее, с запада на восток. Обратное движение транспорта с востока на запад осуществляется по параллельной улице — Авениде Ривадавия. После пересечения с улицей Санчес де Лория улица меняет название на проспект Авенида Иполито Иригойена.

## Достопримечательности
В центре Буэнос-Айреса (район Монсеррат) улица начинается от Парка Колумба, где проспект Авенида Пасео Колон продолжается до проспекта Авенида де Ла-Рабида. В этом месте сохранилась старая брусчатка и трамвайные пути. Здесь располагаются Паласио Хасьенда (Дворец финансов) — штаб-квартира Министерства экономики с 1939 года, и Каса Росада (Розовый Дом — президентский дворец).
Улица Иполито Иригойена граничит с исторической Площадью Мая (Plaza de Mayo), проходит мимо штаб-квартиры Федеральной Администрации государственных доходов, внушительного здания, построенного в период между 1943 и 1966 годами, и Национальным ипотечным банком, внутри которого сохранился нетронутым сессионный зал бывшего Национального Конгресса, практически полностью разрушенного при возведения нового здания.
На другой стороне улицы, расположены старое здание Ратуши Буэнос-Айреса (построена в 1745 г.), Дворец Законодательного собрания Буэнос-Айреса (завершен в 1931 г.) и Пассаж Роверано — старинная торговая галерея (1918 г.).
При пересечении с Проспектом 9 Июля, можно увидеть стоящую на площади конную статую Дон Кихота. Далее располагается Паласио Бароло, внушительное здание высотой 100 метров, построенное по проекту архитектора Марио Паланти и завершенное в 1923 году. Рядом с пересечением улиц Луис Саенс Пенья и Мариано Морено расположена Площадь Конгресса, перед которой стоит монументальное Здание имени сенатора Альфредо Л. Паласиоса (в настоящее время это библиотека Конгресса), а на пересечении с проспектом Авенида Энтре-Риос расположен Дворец Конгресса, открытый в 1906 году.
В доме под номером № 1934 расположен Театр Империя (Teatro Empire), построенный в стиле арт-деко, и у улицы Паско расположена Площадь 1 Мая (Plaza Primero de Mayo), где ранее было кладбище. Между домами № 2562 и № 2578 расположен Дом Калисе (Casa Calise), построенный по проекту архитектора Вирджинио Коломбо. На пересечении с Улицей 24 ноября, расположен факультет психологии Университета Буэнос-Айреса.
Начиная от улицы Санчес де Лория, в окружении старых деревьев, больших домов и современных высотных жилых зданий, начинается проспект Авенида Иполито Иригойен. На углу улицы Япею около Института Св. Франциско де Салеса, расположена базилика Сан-Карлос-Борромео, открытая в 1874 году.
На другой стороне улицы, после пересечения улицы Муньиз, расположен Госпиталь одонтологии имени д-ра Хосе Дуэньяса, после которого проспект поворачивает на северо-запад и приближается к Авениде Ривадавия. У улицы Ла-Плата проспект Иполито Иригойена соединяется с Авенидой Ривадавиа, где на небольшой узкой площади в районе Альмагро, стоит внушительный дворец Палаццо Раджио (Palazzo Raggio), построенный в 1923 году.

## Галерея

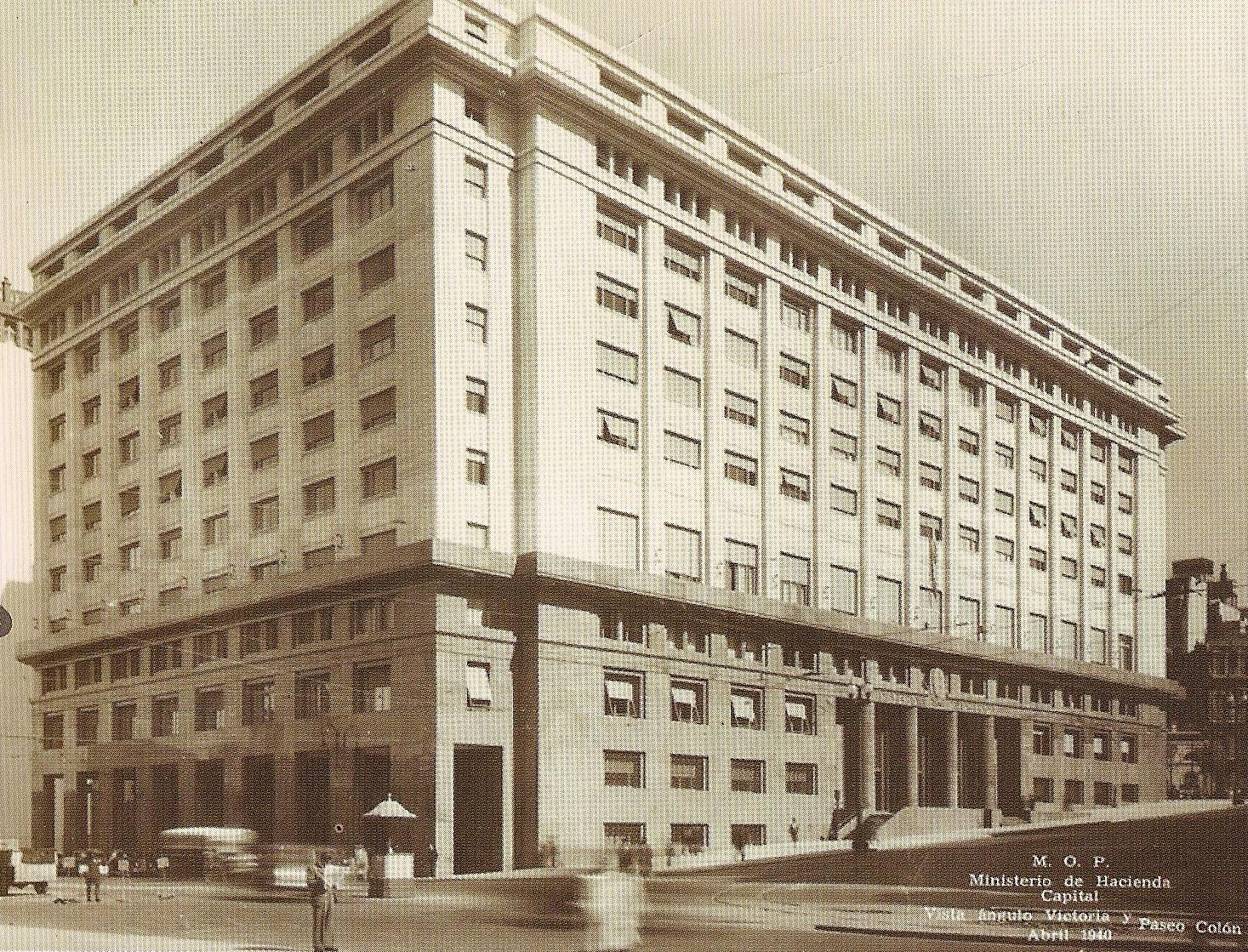
Паласио Хасьенда - Дворец министерства финансов, 1940 г.
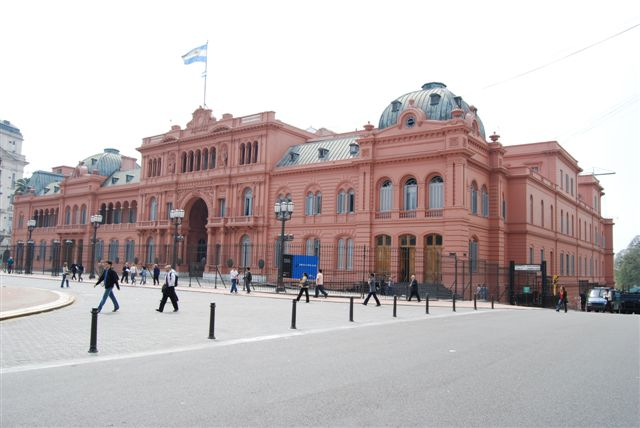
Президентский дворец Каса Росада (Розовый дом)
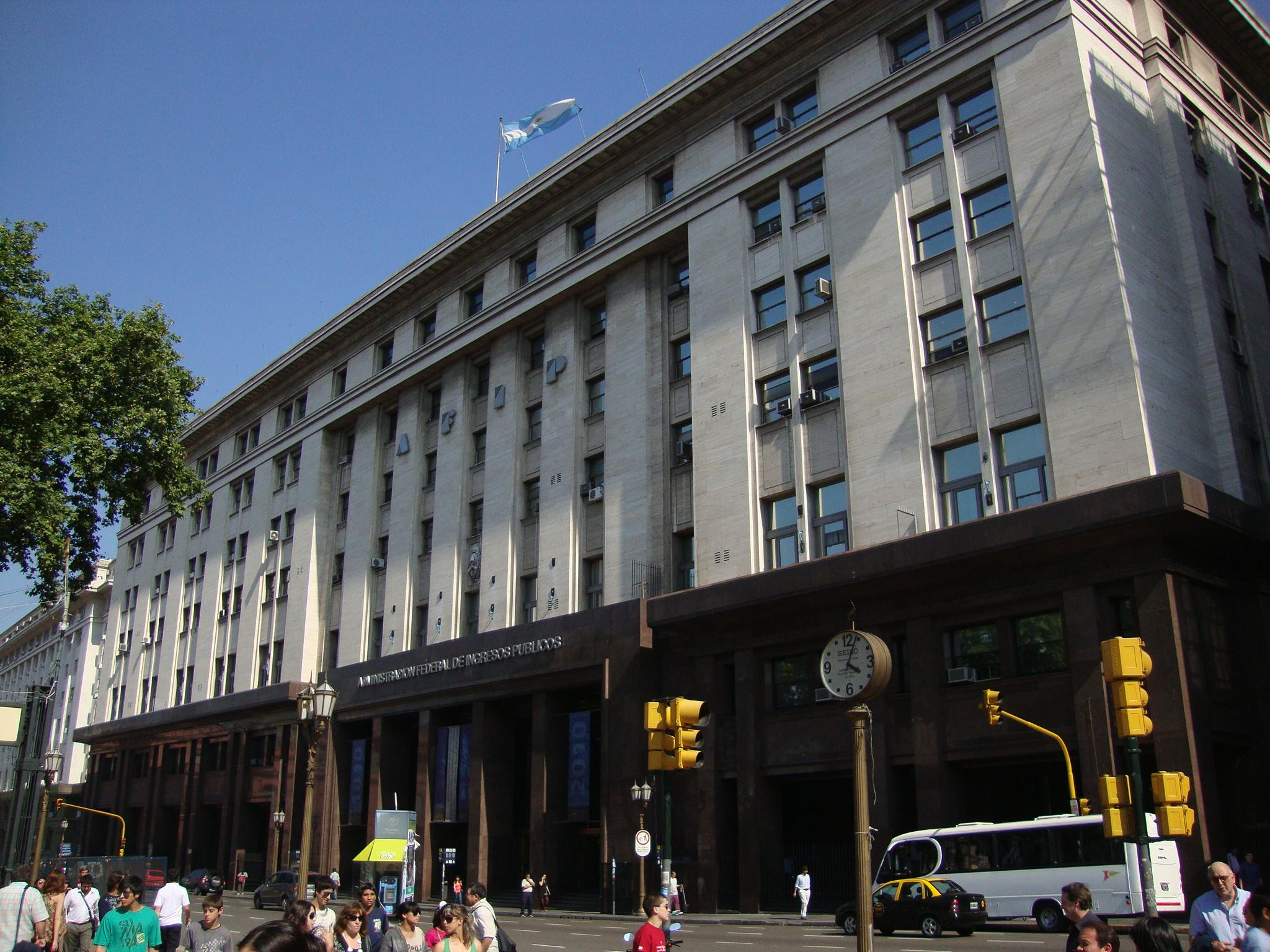
Федеральная Администрация государственных доходов
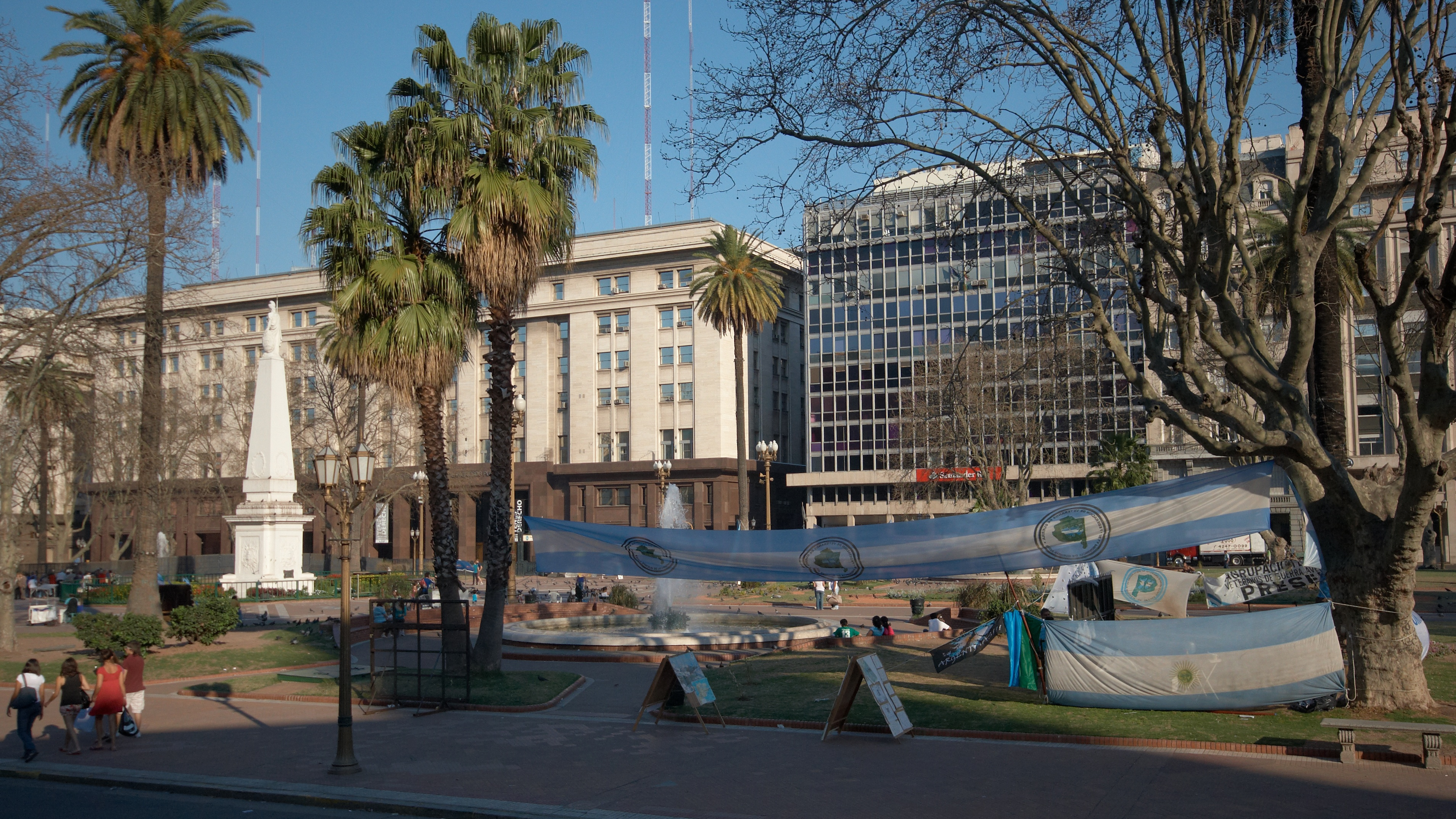
Пирамида Мая и Министерство экономики
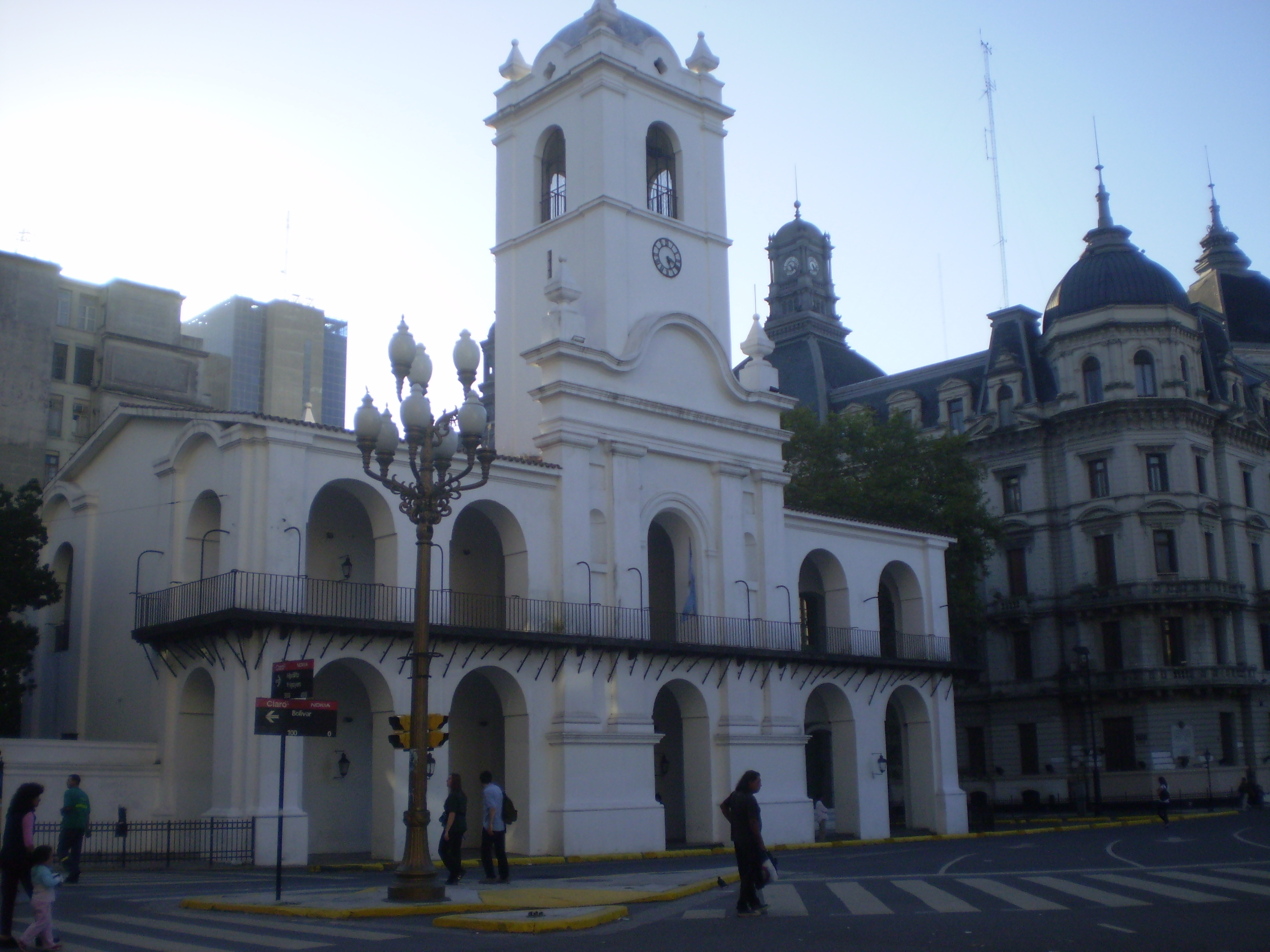
Ратуша Буэнос-Айреса
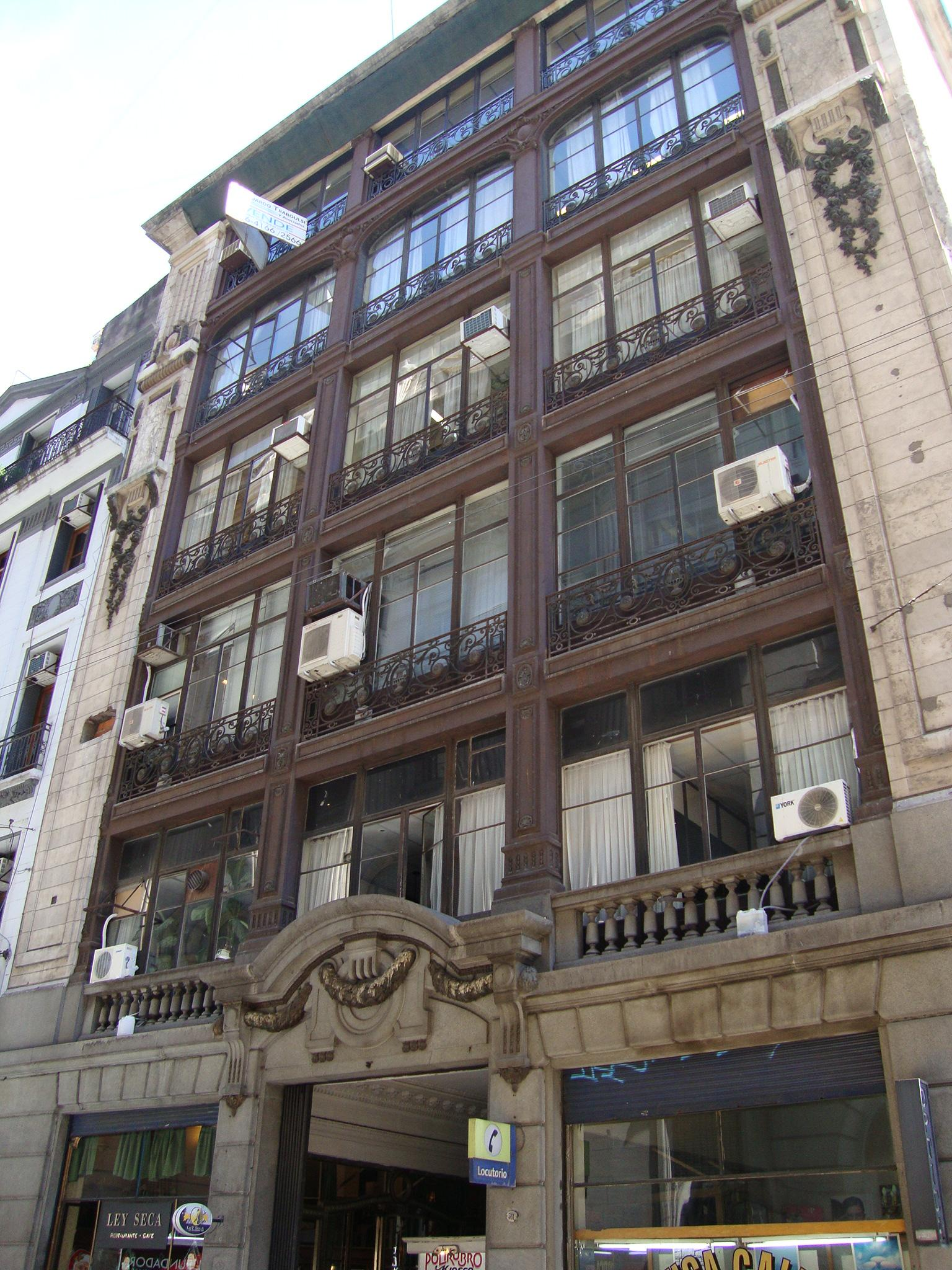
Пассаж Роверано
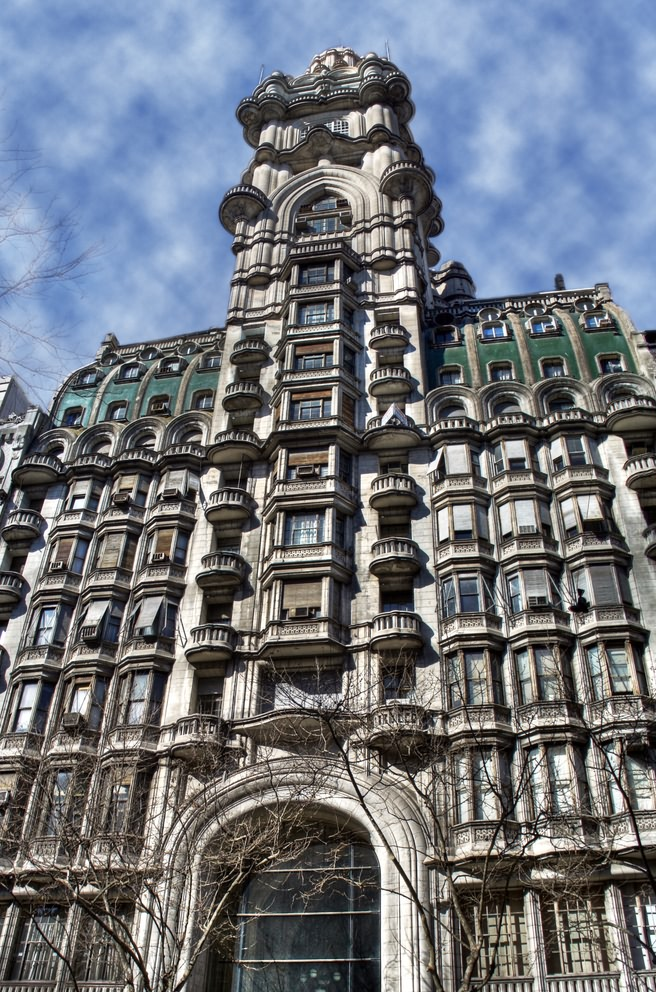
Паласио Бароло
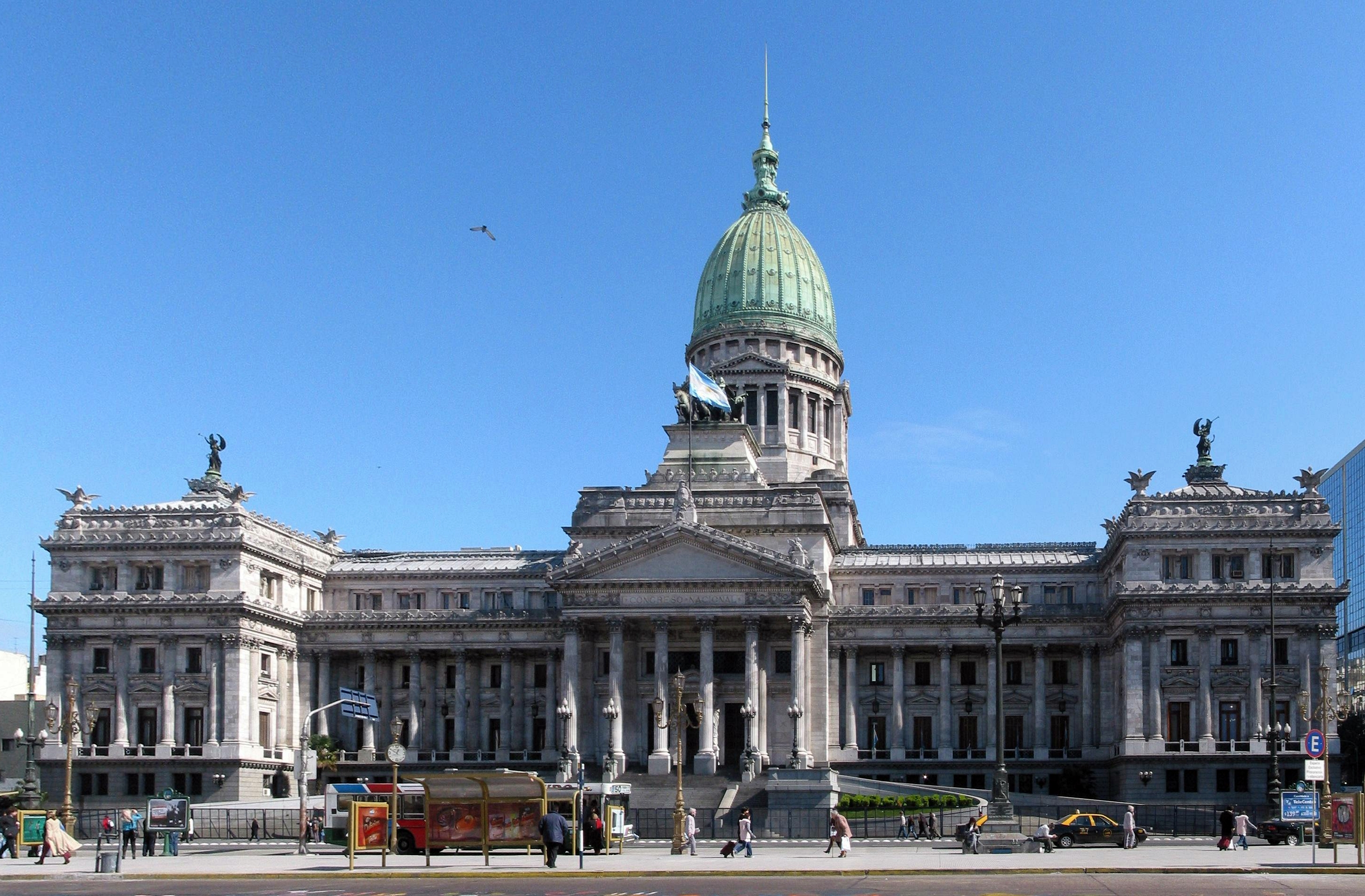
Дворец Национального конгресса Аргентины
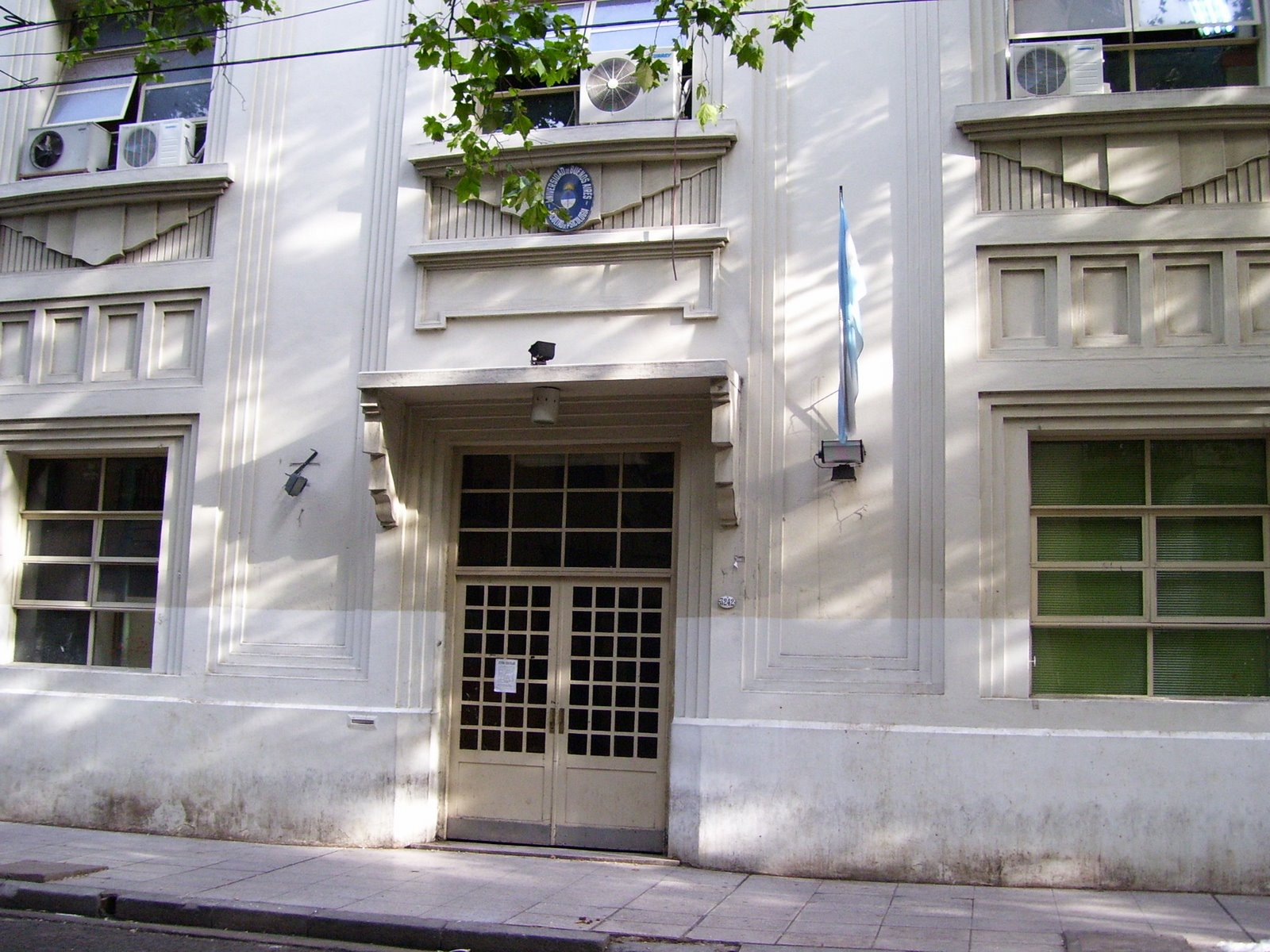
Факультет психологии Университета Буэнос-Айреса
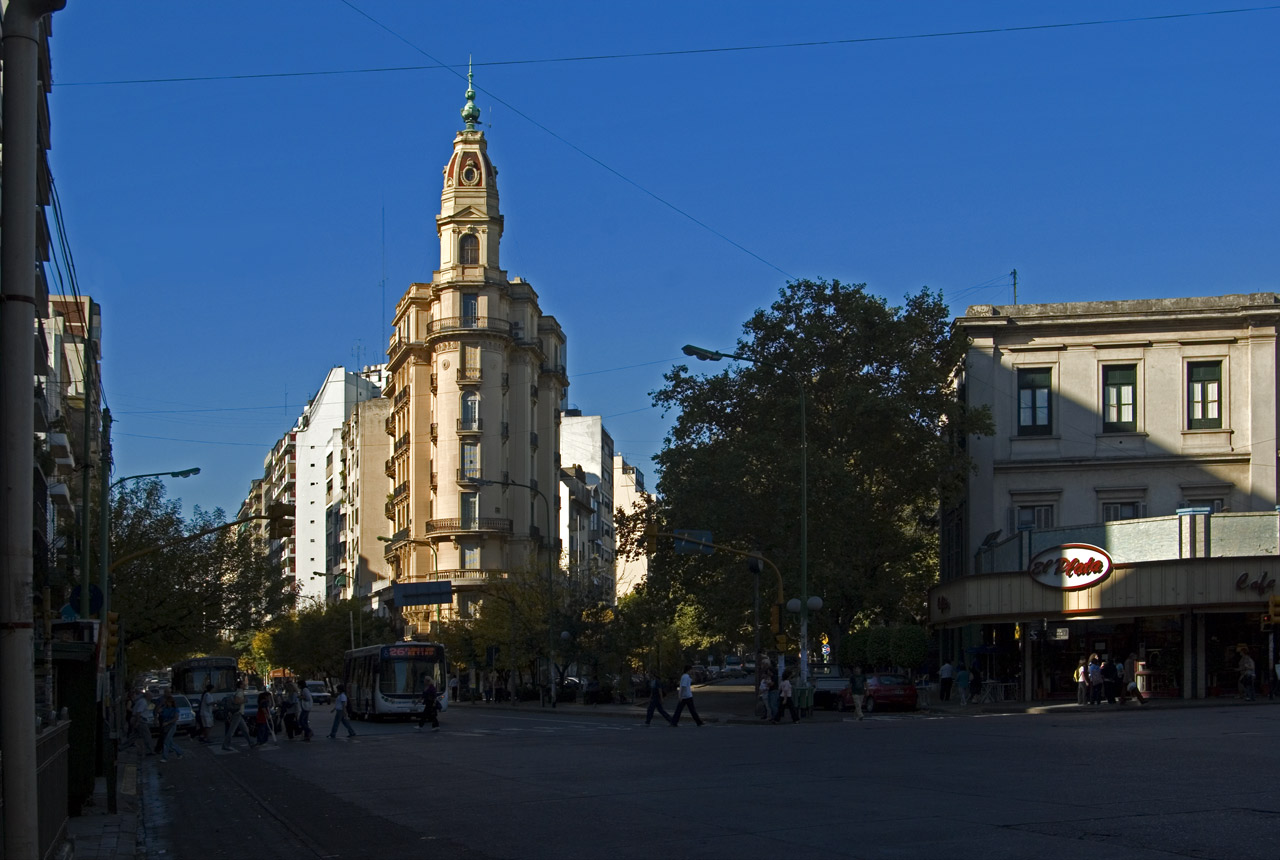
Паласио Раджио и Институт Священного Сердца Альмагро